# Menat (Antico Egitto)

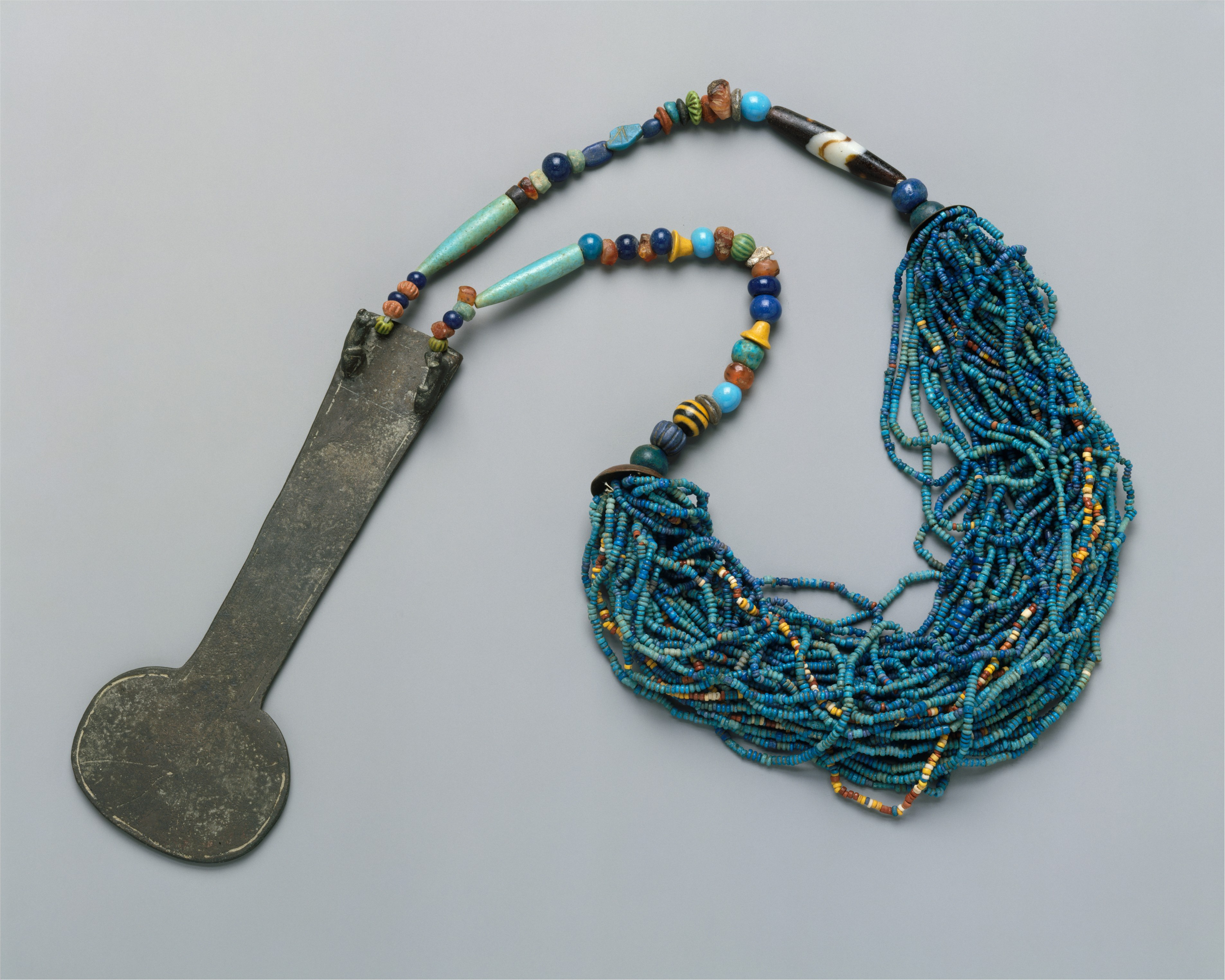
La Menat Malqata, tarda Diciottesima Dinastia

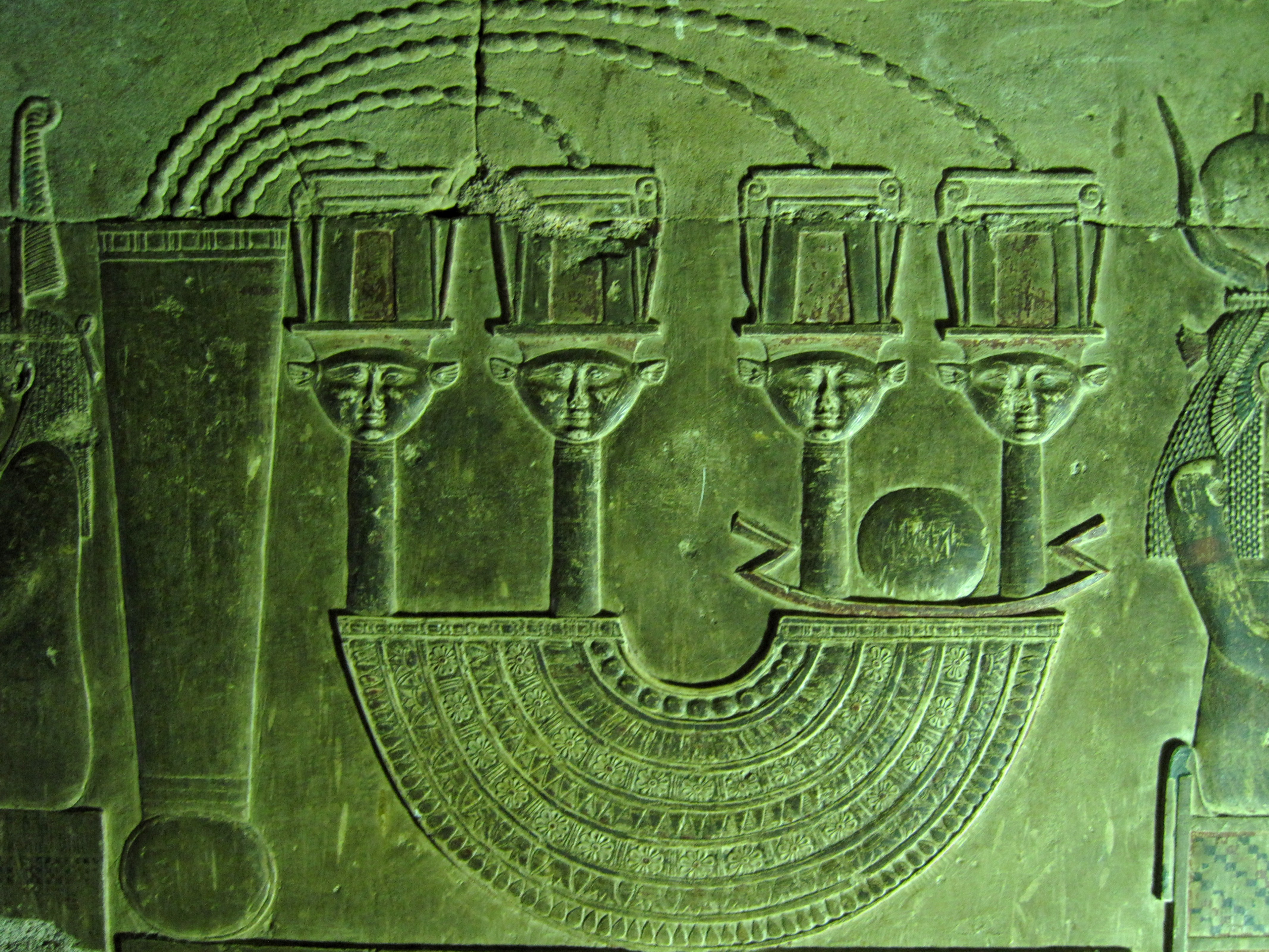
Un'elaborata collana menat raffigurata in un rilievo nel Tempio di Dendera

Nell'antica religione egizia, una menat era una collana legata alla dea Hathor.

## Uso
La menat era tenuta in mano con il suo contrappeso e usata come sonaglio dalle sacerdotesse di Hator.  Era anche indossata come amuleto protettivo, soprattutto dai tori Api.

## Struttura
La menat era generalmente composta da un'egida unita a fili di perle. L'altro capo dei fili era collegato a un contrappeso che pendeva sulla schiena di chi la indossava. L'egida era spesso realizzata in faience, ma anche di altri materiali come pelle o bronzo. Spesso recava iscrizioni o raffigurazioni di divinità associate ad Hathor.

## Scopo

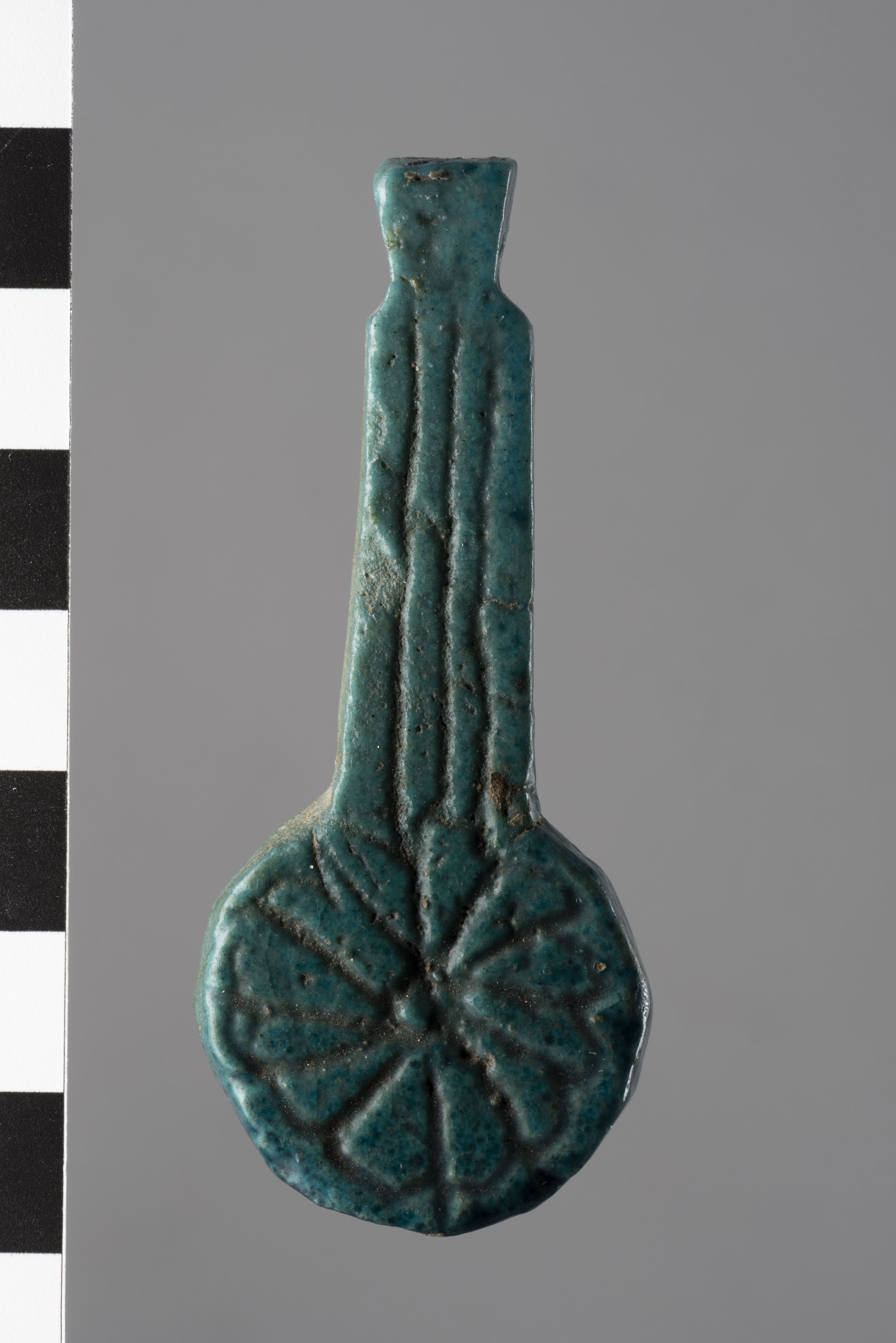
Amuleto raffigurante il collare menat. Faience, Museo Egizio, Torino.

La collana serviva a garantire buona fortuna e a proteggere dagli spiriti maligni. Era anche indossata per la protezione nell'aldilà e si trova spesso sepolta con il defunto, come dono funebre a partire dal Nuovo Regno. Le donne la indossavano per favorire la fertilità e la buona salute, mentre indossata dagli uomini significava virilità.